# Ковила короткокрила
Ковила́ короткокри́ла (Stipa brachyptera) — рідкісна багаторічна рослина родини тонконогових. Ендемік України, занесений до Червоної книги України. Ґрунтотвірна і протиерозійна культура.
Монотиповий вид, в межах якого не описано жодних підвидів. Систематично ковила короткокрила близька до ковили Сирейщикова.

## Опис
Трав'яниста рослина заввишки до 50 см, гемікриптофіт. Утворює дрібні щільні дернини. Коренева система мичкувата. Стебла з дуже дрібним запушенням під вузлами або голі. Стеблові листки від 3 до 8 см завдовжки. Неплідні гони трохи коротші за стебло. Пластинки листків 1-2 мм завширшки, знизу трохи шорсткуваті або гладенькі, зверху дрібнощетинисті; язички видовжено-ланцетні, піхви голі та гладенькі.
Суцвіття — волоть, що складається з 3-7 колосків; її вісь гола та майже гладенька, з короткими, прижатими, одноколосковими гілочками. Колоскові луски до 5-7 см завдовжки. Нижня квіткова луска 15,5-18,5 мм завдовжки, дві крайові смужки волосків доходять до основи остюка. Остюк у нижній закрученій частині запушений відстовбурченими волосками, у верхній частині — відстовбурченими срібно-димчастими волосками; закручена частина остюка при цілком стиглих плодах каштанова.

## Екологія та поширення
Розмножується насінням.
Ареал виду надзвичайно вузький — рослина зростає лишу у Гірському Криму. Виявлені популяції розташовані на ділянках кам'янистого степу або в ксерофітних чагарникових заростях на горі Чатир-Даг і в Сімферопольському районі АР Крим.

## Значення і статус виду
Як рідкісна рослина з нечисленними популяціями ковила короткокрила вивчена недостатньо. Відомо, що на чисельність виду негативно впливають зміна середовища внаслідок господарської діяльності, надмірне випасання, заліснення схилів тощо. Разом з тим, ця рослина сама здатна закріплювати ґрунти, отже за умови значного поширення може бути використана для боротьби з ерозією. Перспективна як декоративна культура.